# La extinción de pauperismo

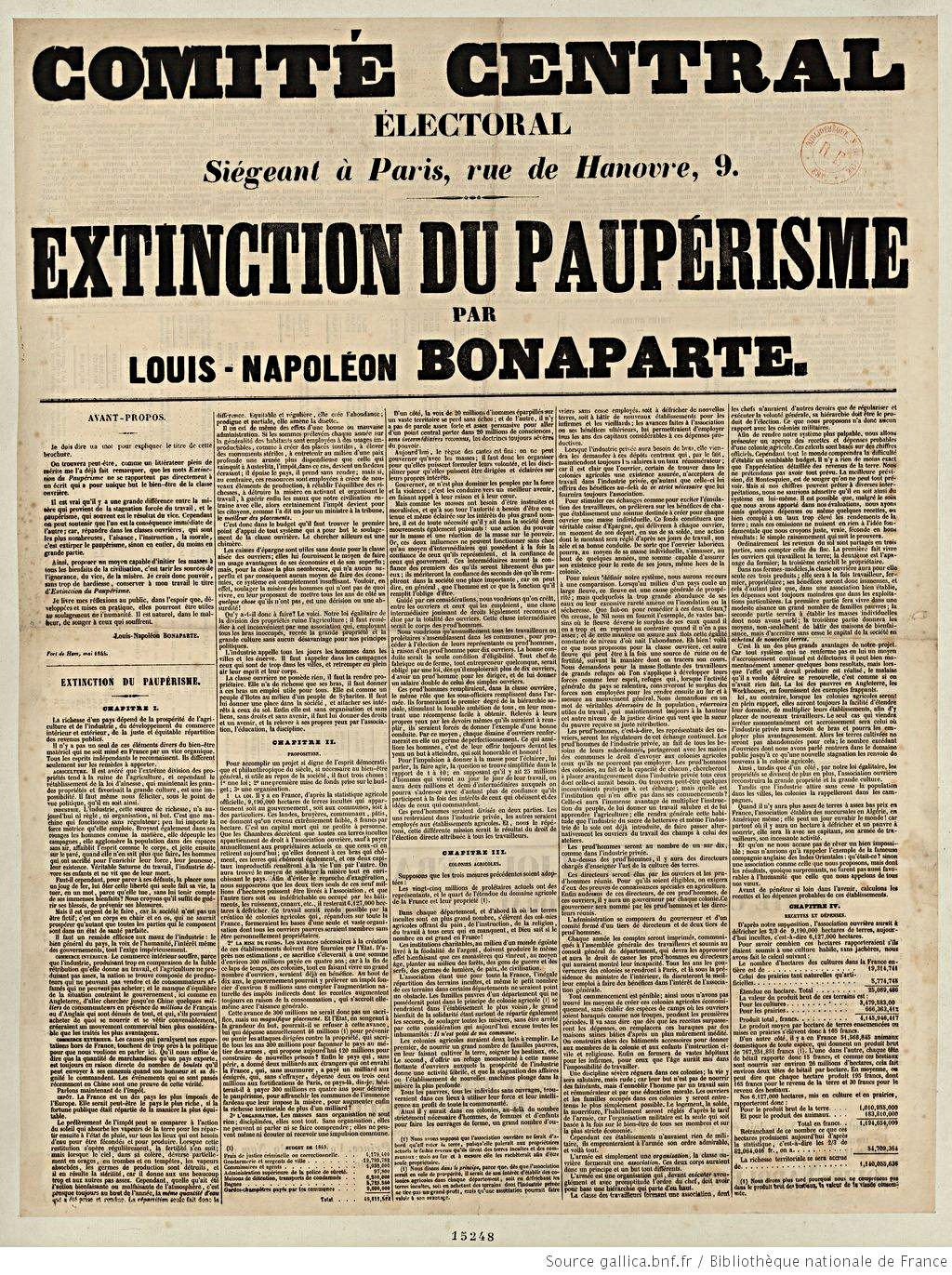
La extinción del pauperismo. Profesión de fe de Louis-Napoleon Bonaparte, 1848, anverso.

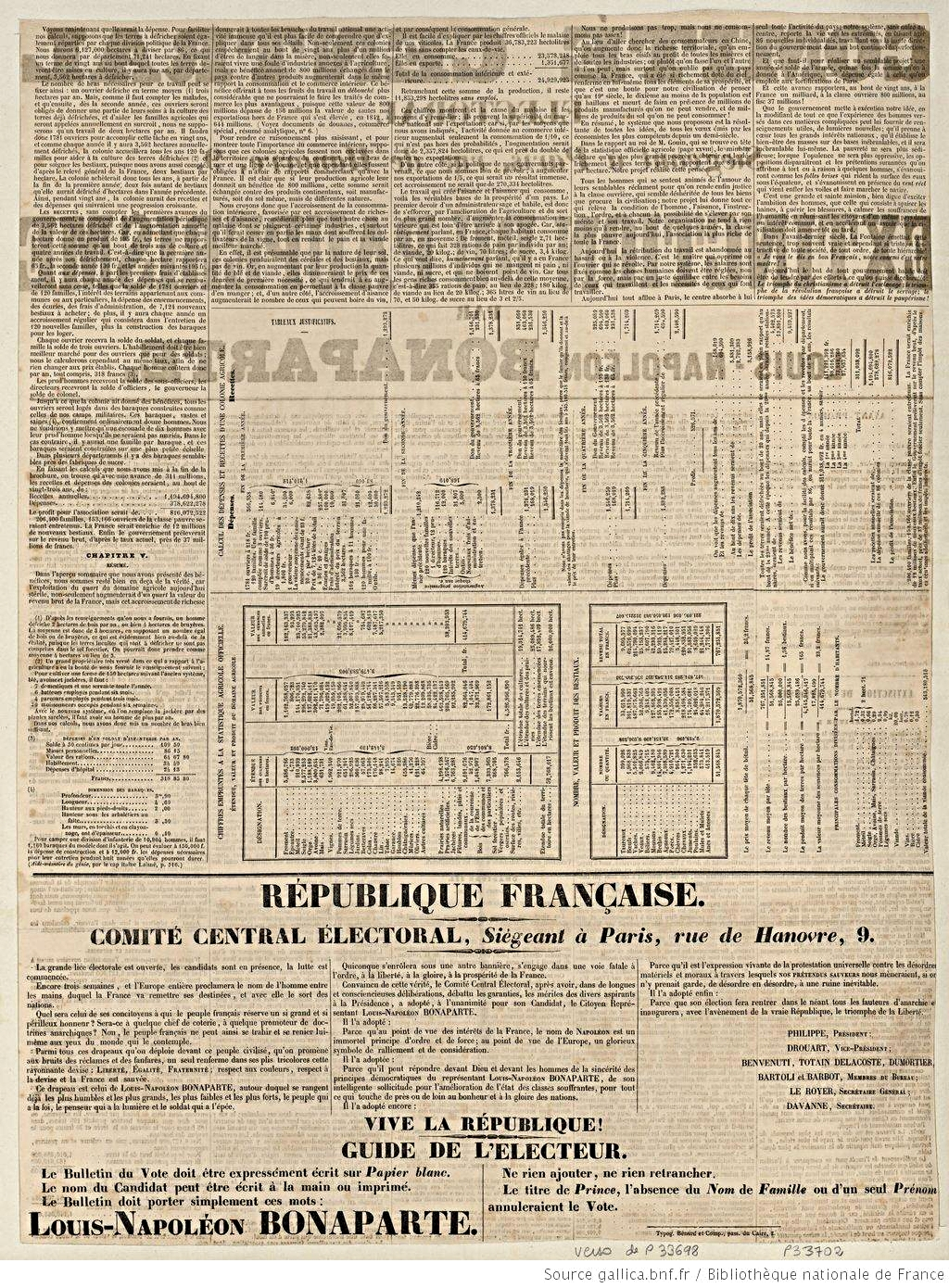
La extinción del pauperismo. Profesión de fe de Louis-Napoleon Bonaparte, 1848, verso.

La extinción del pauperismo (en francés: De l'extinction du paupérisme) es un panfleto de Napoleón III Bonaparte publicado en 1844. Desarrolla allí reflexiones sociales, influido en esto por las ideas saint-simonianas. Este trabajo está anclado en el contexto de la revolución industrial, el crecimiento económico y el desarrollo de una clase trabajadora, así como nuevas formas de miseria.

## Redacción del libro
Al escribir el libro, Louis-Napoleon Bonaparte utiliza la mitología que rodea la memoria de su tío, muy vívida en la primera mitad del siglo e, "desarrollar un bonapartismo popular que favorezca su elección por sufragio universal directo el 10 de diciembre de 1848", explica la historiadora Natalie Petiteau.
Este trabajo hay que situarlo en el contexto de la década de 1840 cuando, ante el desarrollo del pauperismo, es decir la pobreza endémica de la población de las ciudades industriales, filántropos, socialistas o comunistas desarrollaron proyectos sociales para erradicar este fenómeno. Esta obra fue preparada por Bonaparte, mientras estaba preso en Fort de Ham en Picardía, y apareció primero en forma de artículos de prensa y luego como una obra con el permiso del Gobierno, que no ve nada subversivo en esta escritura.
Bonaparte afirma la necesidad de que intervenga a favor de "clase obrera en sus propias palabras, porque "la voz de la humanidad ordena intervenir pero también que la pobreza es sedicioso". Propone la adquisición por parte del Estado de los millones de tierras baldías y su entrega a una asociación nacional de trabajadores que lideraría colonias agrícolas integradas por desocupados de las ciudades. Estas colonias ofrecerían a estos desempleados trabajo, pan, pero también educación y religión.
En varias ocasiones, Louis-Napoleon utiliza la expresión «clase obrera» escribiendo que es necesario «levantarlo en sus propios ojos». Así, este trabajo reclama para los trabajadores el derecho al trabajo y el derecho de asociación. La inspiración saint-simoniana, matizada por ciertos aspectos del cristianismo social, es perceptible en este escrito que, a partir de 1848, será ampliamente difundido en los círculos obreros, hasta el punto de hacer aparecer a su autor en 1848 como candidato socialista. Elegido Presidente de la República en diciembre de 1848, anunció que haría que la Asamblea aprobara un decreto «asignar a la clase obrera todas las tierras baldías de Francia» después de indemnizar a los propietarios, pero los diputados rechazaron este proyecto.
La existencia de esta obra permite comprender mejor las medidas económicas y sociales que Bonaparte, convertido en emperador Napoleón III, había adoptado en la década de 1860.

## Contenido

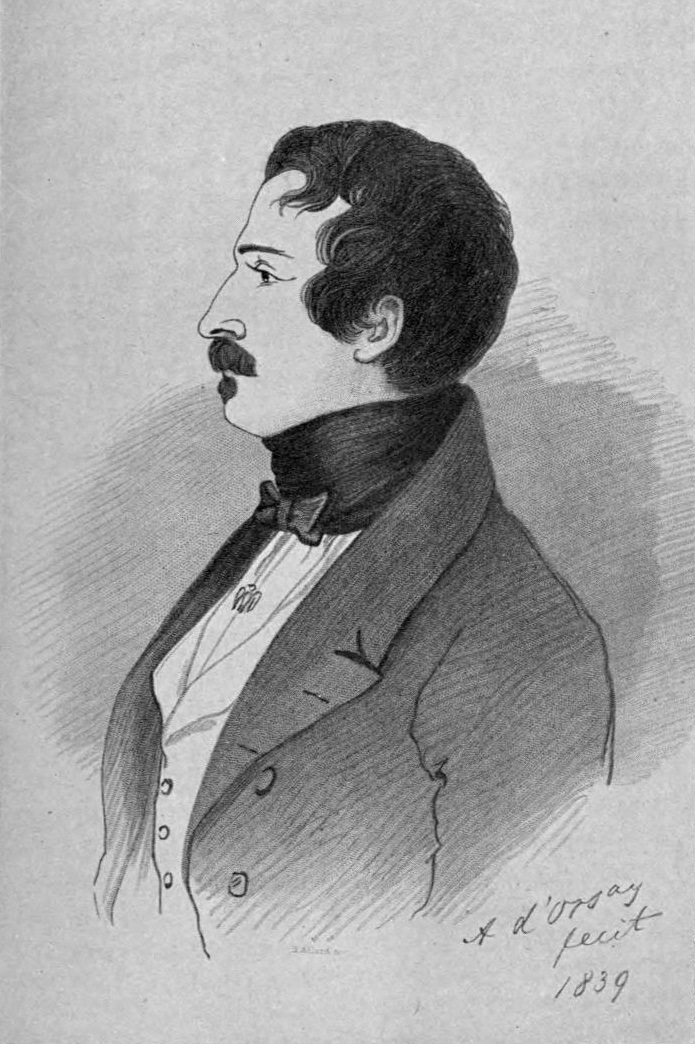
Luis Napoleón Bonaparte en 1839.

La tesis de Luis Napoleón Bonaparte era esta: 
«La clase obrera no posee nada; es preciso hacerla propietaria; no tiene más riqueza que sus brazos, y es menester dar á estos últimos un empleo útil para todos; es como un pueblo de ilotas en medio de un pueblo de sibaritas, y debe dársele un lugar en la sociedad, uniendo sus intereses con los del suelo. En fin, está sin organización, sin derechos ni porvenir; es necesario concederle derechos y porvenir, realzándola á. sus propios ojos por la asociación, la educación y la disciplina».
Continúa exponiendo la aplicación de este sistema, "bastante análogo al de la mayor parte de los socialistas":
«Hoy la retribucion del trabajo está abandonada al azar ó á la violencia: ó el fabricante oprime, el obrero se insurrecciona».
Su solución consiste en crear colonias agrícolas, recordando a los falansterios. 
«En Francia, decía el príncipe, hay 9.190.000 hectáreas de tierras incultas. Decreten las Cámaras que todas esas tierras pertenezcan de derecho á la asociación obrera, mediante la condición de pagar anualmente á los propietarios ac-tuales lo que éstos obtienen hoy; que den á esos brazos que huelgan las tierras que están ociosas también, y estos dos capitales improductivos renacerán á la vida uno por el otro. Una vez creadas las colonias agrícolas, se debería instituir con hombres íntegros una especie de cuerpo medio entre la clase obrera y la clase capitalista [...] Se tomaría de los beneficios de cada establecimiento una su-ma destinada á crear para cada obrero un capital individual».
El folleto termina: 
«Hoy día el objeto de todo gobierno hábil debe tender á esforzarse en que pueda decirse pronto:. — El triunfo del cristianismo ha desterrado la esclavitud: el triunfo de la Revolución francesa ha suprimido la servidumbre; el triunfo de las ideas democráticas ha dado fin al pauperismo».

## Recepción
Las teorías socialistas del autor "fueron acogidas con cierta simpatía en el campo de los demócratas".
Eugenia de Montijo, su futura espasa, escribió: «El príncipe estando en prisión escribió un libro sobre la extinción del pauperismo que me apasionó; buscábamos la forma de poner en práctica su teoría y soñábamos con trabajar por la felicidad de los pueblos y mejorar la suerte de los obreros».
La escritora Amantine-Aurore-Lucile (bajo su pseudónimo Jorge Sand) expresó: «¡Hablad á menudo de libertades y franquicias, noble cautivo! El pueblo es como vos en la prisión; el Napoleón de hoy es aquel que personifica los dolores del pueblo, como el otro personificaba sus glorias».
Taxile Delord afirmó que «este folleto, cuyo sólo titulo contiene el resumen de las doctrinas socialistasy el plan mismo de la revolucion social, hubiera muy bien podido lle-var al pié la firma de M. Louis Blanc».
Para la filósofa conservadora Chantal Delsol, La extinción del pauperismo, «al que erróneamente se ha llamado partícipe de la corriente social católica, es en realidad una mezcolanza de ideas despótico-socialistas, alejadas del ideal de la autonomía personal para todos, y demagógicas hasta el vómito».